# Katri Vala
Katri Vala (eigentlich Karin Alice Heikel geborene Wadenström, * 11. September 1901 Muonio; † 28. Mai 1944 Mariannelund) war eine finnische Dichterin und Übersetzerin.

## Leben und Werk
Vala wuchs in Ilomantsi und Porvoo auf. Sie hatte einen jüngeren Bruder, Erkki Vala (1904–1991). Sie arbeitete von 1922 an als Grundschullehrerin, bis sie 1928 an Tuberkulose erkrankte. Daraufhin bereiste sie Europa und ließ sich schließlich 1930 in Helsinki nieder, wo sie den Chemiker und linken Aktivisten Armas Heikelin heiratete. Der Tod ihrer ersten Tochter kurz nach der Geburt stürzte sie in tiefe Depressionen. Ihr Sohn Mauri Henrik wurde 1934 geboren. Nach seiner Geburt arbeitete sie wieder als Lehrerin, bevor die Folgen der Tuberkulose sie im Jahr 1940 zwangen, ihre Arbeit aufzugeben und zu ihrem Bruder nach Schweden zu ziehen, wo sie 1944 in einem Sanatorium verstarb.
Sie gehörte der Tulenkantajat an, einer Gruppe finnischer Schriftsteller, die sich durch ihr politisches Engagement auszeichnete. Vala war eine der ersten Lyrikerinnen Finnlands, die Gedichte in freien Rhythmen schrieb. Ihre Arbeiten richteten sich vor allem gegen soziale Missstände und den aufstrebenden Faschismus ihrer Zeit. In Ilomantsi ist ihr ein Museum gewidmet.

## Ausgewählte Werke
- Kaukainen puutarha, 1924
- Sininen ovi (Blaue Tür), 1926
- Paluu (Rückkehr), 1934
- Kootut runot (gesammelte Gedichte), 1945 (postum)